# Troy Polamalu
Troy Aumua Polamalu (urodzony 19 kwietnia 1981 roku w Garden Grove w stanie Kalifornia) – amerykański zawodnik futbolu amerykańskiego, grający na pozycji strong safety. W rozgrywkach akademickich NCAA występował w drużynie USC Trojans.
W roku 2003 przystąpił do draftu NFL. Został wybrany w pierwszej rundzie (16. wybór) przez zespół Pittsburgh Steelers. W drużynie z Pensylwanii występował aż do końca kariery.
Siedmiokrotnie został wybrany do meczu gwiazd Pro Bowl, a pięciokrotnie do najlepszej drużyny ligi All-Pro. W sezonie 2010 został najlepszym zawodnikiem NFL formacji defensywnej. W tym samym roku firma P&G ubezpieczyła jego włosy na sumę miliona dolarów.
10 kwietnia 2015 ogłosił zakończenie kariery. Przez 12 lat gry dla Steelers zanotował 770 szarż, 32 przejęcia i trzy przyłożenia.